# Iglesia de los Santos Simón y Elena
La Iglesia de los Santos Simón y Elena (en bielorruso: Касцёл Святых Сымона і Алены) también conocida como la "Iglesia Roja" (bielorruso: Чырвоны касцёл) es una iglesia católica en la Plaza de la Independencia en Minsk, Bielorrusia.
Esta iglesia neo-románica fue diseñado por los arquitectos polacos Tomasz Pajzderski y Władysław Marconi, y construida entre 1905 y 1910. Los ladrillos de las paredes proceden de Częstochowa, mientras que las tejas vinieron de Włocławek. Su construcción fue financiada por Edward Woynillowicz, un prominente activista cívico polaco. La iglesia fue nombrado y consagrada en memoria de los hijos fallecidos de Woynillowicz llamados Szymon y Helena.